# القلب المتمرد
القلب المتمرد (بالإنجليزية: Rebel heart)‏ هو الألبوم الثالث عشر للمغنية الأمريكية مادونا و الذي سيتم إصداره في 10 مارس 2015، تحت كل من شركتي لايف نيشن و إنترسكوب ريكوردز. و قامت مادونا بالتعاون مع عدد من المنتجين في هذا الألبوم مثل أفتشي، بلاد دايموندز، بلبورد، داهي، ديبلو، كانيي ويست، رايان تيدر.

## روابط خارجية
- القلب المتمرد على موقع ميتاكريتيك (الإنجليزية)
- القلب المتمرد على موقع أول موفي (الإنجليزية)